# Keep the Faith (album Bon Jovi)
Keep the Faith – piąty album studyjny grupy Bon Jovi, wydany w 1992 roku.

## Lista utworów
1. "I Believe" – 5:58
2. "Keep the Faith" – 5:46
3. "I'll Sleep When I'm Dead" – 4:43
4. "In These Arms" – 5:19
5. "Bed of Roses" – 6:34
6. "If I Was Your Mother" – 4:27
7. "Dry County" – 9:52
8. "Woman in Love" – 3:48
9. "Fear" – 3:06
10. "I Want You" – 5:36
11. "Blame It on the Love of Rock & Roll" – 4:24
12. "Little Bit of Soul" – 5:44
13. "Save a Prayer" – 5:57
14. "Starting All Over Again" – 3:44

## Utwory bonusowe
Wszystkie poniższe utwory zostały nagrane podczas trasy koncertowej promującej album.
1. "Keep the Faith"
2. "In These Arms"
3. "Blaze of Glory"
4. "I’ll Be There for You"
5. "Lay Your Hands on Me"
6. "Bad Medicine"
7. "Bed of Roses" (wersja akustyczna)
8. "Never Say Goodbye" (wersja akustyczna)

## Pozycje na listach przebojów
| Państwo         | Pozycja |
| --------------- | ------- |
| Australia       | #1      |
| Europa          | #1      |
| CNN Worldbeat   | #1      |
| Finlandia       | #1      |
| Wielka Brytania | #1      |
| Niemcy          | #2      |
| Austria         | #2      |
| Holandia        | #3      |
| Węgry           | #3      |
| Czechy          | #3      |
| Japonia         | #3      |
| Szwecja         | #3      |
| Szwajcaria      | #3      |
| USA             | #5      |
| Norwegia        | #7      |
| Nowa Zelandia   | #15     |
| Włochy          | #16     |

## Certyfikaty
| Państwo         | Certyfikat |
| --------------- | ---------- |
| Kanada          | 5x platyna |
| Australia       | 3x platyna |
| Szwajcaria      | 3x platyna |
| Korea Płd.      | 3x platyna |
| USA             | 3x platyna |
| Hiszpania       | 2x platyna |
| Austria         | 2x platyna |
| Wielka Brytania | platyna    |
| Niemcy          | platyna    |
| Japonia         | platyna    |
| Szwecja         | platyna    |
| Włochy          | platyna    |
| Finlandia       | platyna    |
| Meksyk          | platyna    |
| Singapur        | platyna    |
| Tajwan          | platyna    |
| Dania           | złoto      |
| Holandia        | złoto      |
| Belgia          | złoto      |
| Norwegia        | złoto      |
| Filipiny        | złoto      |
| Malezja         | złoto      |

## Pozycje na listach pod koniec 1992
- Europa: #2
- Wielka Brytania: #24
- Australia: #10
- Kanada: #2
- Niemcy: #2
- USA: #49
- Austria: #3
- Szwajcaria: #1

## Single
- październik 1992: "Keep the Faith" (#5 (UK); #29 (USA))
- styczeń 1993: "Bed of Roses" (#10 (USA); #13 (UK))
- maj 1993: "In These Arms" (#9 (UK); #27 (USA))
- lipiec 1993: "I'll Sleep When I'm Dead" (#17 (UK); #97 (USA))
- wrzesień 1993: "I Believe" (#11 (UK))
- marzec 1994: "Dry County" (#9 (UK))